# Talsvarssystem
Talsvarssystem ger möjlighet för mänskliga användare att interagera med ett datorsystem över telefon genom talade kommandon kombinerat med tonvalskommandon och där datorsystemet svarar eller instruerar användaren genom tal.
Talsvarssystem används typiskt i tillämpningar med många kund- eller klientsamtal  så att en organisation, myndighet, eller företag kan sköta enkla ärenden omedelbart eller slussa inkommande samtal till rätt avdelning. Många ärenden som kan lösas utan kontakt med mänskliga operatörer kan också skötas dygnet runt. 